# Dacia 1310
Dacia 1310 je automobil vyráběný rumunskou automobilkou Dacia, je to zmodernizovaná Dacie 1300 (Dacia 1300 byl v Rumunsku licenčně vyráběný Renault 12). Vyráběl se ve verzi sedan a kombi.